# Caldesiños
Caldesiños (llamada oficialmente Santa Cristina de Caldesiños) es una parroquia y un lugar del municipio español de Viana del Bollo, en la provincia de Orense, Galicia.

## Organización territorial
La parroquia está formada por dos entidades de población:
- Caldesiños
- Seoane de Abaixo

## Demografía

### Parroquia
| Gráfica de evolución demográfica de Caldesiños (parroquia) entre 2000 y 2023 |
|                                                                              |
| Datos según el nomenclátor publicado por el INE.                             |

### Lugar
| Gráfica de evolución demográfica de Caldesiños (lugar) entre 2000 y 2023 |
|                                                                          |
| Datos según el nomenclátor publicado por el INE.                         |